# Lithocarpus conocarpus
Lithocarpus conocarpus (Oudem.) Rehder – gatunek roślin z rodziny bukowatych (Fagaceae Dumort.). Występuje naturalnie w Malezji, Indonezji oraz na Filipinach. 

## Morfologia
PokrójZimozielone drzewo dorastające do 40 m wysokości. Kora jest gładka i ma szarą barwę. Młode gałązki są owłosione.
LiścieBlaszka liściowa jest nieco skórzasta i ma eliptyczny kształt. Mierzy 5–2 cm długości oraz 2–3 cm szerokości, ma ostrokątną nasadę i wierzchołek od ostrego do spiczastego. Ogonek liściowy jest nagi i ma 10 mm długości. Przylistki mają owalny kształt i osiągają 2–3 mm długości.
OwoceOwłosione orzechy dorastające do 20 mm długości. Osadzone są pojedynczo w łuskowatych miseczkach, które mierzą 20 mm średnicy.

## Biologia i ekologia
Rośnie w lasach, na wysokości do 1800 m n.p.m.